# POP
POP viết tắt của từ Post Office Protocol là một giao thức tầng ứng dụng, dùng để lấy thư điện tử từ server mail, thông qua kết nối TCP/IP. POP đã được cập nhật hai lần kể từ khi được ra mắt lần đầu tiên vào năm 1984 với tên gọi POP1.
Giao thức Post Office Protocol Version 2 (POP2) ra đời năm 1985, yêu cầu SMTP để gửi email. Post Office Protocol Version 3 (POP3) được phát hành năm 1988 và bao gồm các cơ chế mới cho việc xác thực, cũng như nhiều hành động khác. Đây là một phiên bản mới hơn, có thể được sử dụng với hoặc không cần SMTP. POP3 cho phép email được tải xuống từ hộp thư đến của máy chủ vào máy tính. Ngoài ra, email vẫn có sẵn ngay cả khi bạn không kết nối với máy chủ.
POP3 và IMAP4 (Internet Message Access Protocol) là 2 chuẩn giao thức Internet thông dụng nhất dùng để lấy nhận email.